# キリストの降臨と勝利
『キリストの降臨と勝利』（キリストのこうりんとしょうり、英: Advent and Triumph of Christ）、または『聖母の7つの喜び』（せいぼのななつのよろこび、独: Die Sieben Freuden Mariens）は、ドイツ出身の初期フランドル派の画家ハンス・メムリンクが1480年ごろ、板上に油彩で描いた絵画である。作品は、1804にはナポレオンの皇后ジョゼフィーヌ・ド・ボアルネのコレクションにあったが、1827年にルートヴィヒ1世 (バイエルン王) がボワズレー・コレクションとともに購入し、現在、ミュンヘンのアルテ・ピナコテークに所蔵されている。

## 作品

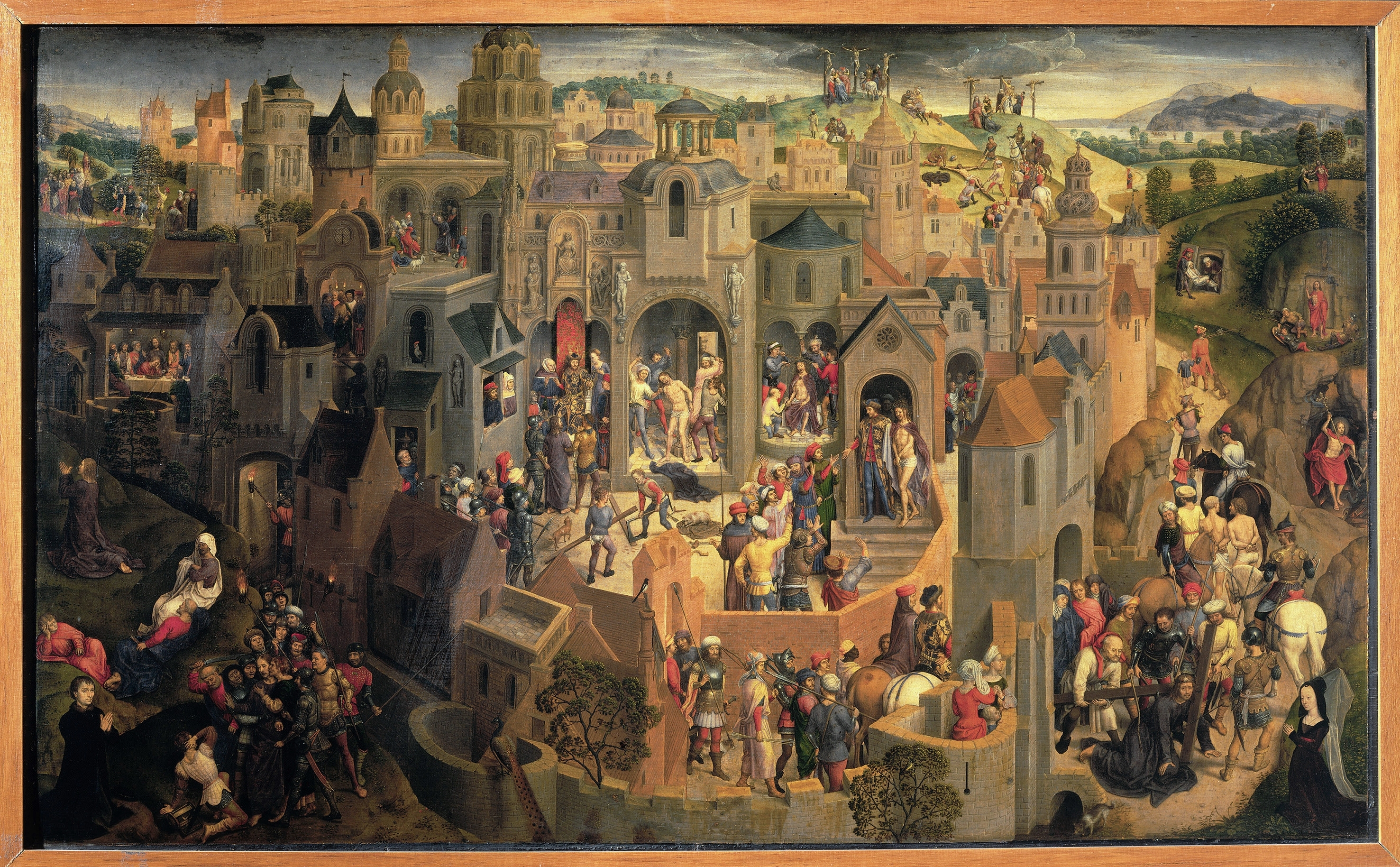
ハンス・メムリンク『キリストの受難』（1470年ごろ） サバウダ美術館 (トリノ)

作品はブルッヘの聖母教会内にあった皮なめし業者組合の祭壇のために制作され、1480年にピーテル・ブルティンク (Pieter Bultinc) と彼の妻カタレイネ・ファン・リーベケ (Katalijne van Ryebeke) により教会に寄進された。夫妻は、画面下部の左右に見える。
絵画は1つの支配的な場面を中央に配置することなく、イエス・キリストの生涯に起きた25の出来事 (聖母の7つの喜びを表していると解釈する研究者もいる) を1つの物語的構図に収めている。それら25の出来事には、「受胎告知」、「羊飼いたちへのお告げ」、「降誕」、「幼児虐殺」、「東方三博士の礼拝」、「受難」、「復活」、「ペンテコステ」、「聖母の死」、「聖母被昇天」などが含まれる。25の出来事は中世の神秘劇に触発されたに違いなく、地平線を高くしたパノラマ的風景の中に鮮やかに描き分けられている。「聖母マリアの7つの喜び」が「7つの悲しみ」と対照的に含まれている。
メムリンクは、類似した物語の形式をより初期の『キリストの受難』(1470年ごろ) にも用いている。この作品は現在、トリノのサバウダ美術館に所蔵されている。